# 하울랜드섬

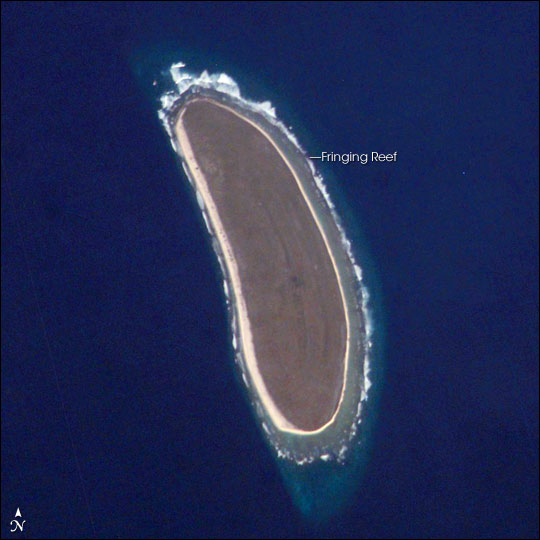
우주에서 바라본 하울랜드 섬

하울랜드섬(Howland Island)은 미국령의 해외 영토로, 주민이 거주하지 않는 무인도 환초 섬이다. 정확한 위치는 북쪽 적도 부근에 있는 태평양 중심에 있으며, 호놀룰루에서 남서쪽으로 3,100 km (1,670 마일) 떨어진 곳에 있다. 섬은 하와이와 오스트레일리아 중간 그리고 미국의 군소 제도에 속한다.
1937년 여성 조종사 어밀리아 에어하트와 그녀의 파트너 프레드 누난이 이 섬을 목적지로 정해 향해가다가 태평양 상공에서 실종되었다.

## 같이 보기
- 피닉스 제도